# Selçuk İnan
Selçuk İnan (* 10. února 1985 İskenderun) je bývalý turecký profesionální fotbalista, který hrával na pozici středního záložníka. Svoji hráčskou kariéru ukončil v roce 2020, a to v tureckém klubu Galatasaray SK. Mezi lety 2007 a 2017 odehrál také 61 utkání v dresu turecké reprezentace, ve kterých vstřelil 8 branek.
Od 1. září 2020 do 10. ledna 2022 byl asistentem trenéra Fatiha Terima v Galatasarayi.

## Klubová kariéra
V Turecku hrál postupně za kluby Dardanelspor, Manisaspor, Trabzonspor a Galatasaray SK.

## Reprezentační kariéra
V A-mužstvu Turecka debutoval 13. 10. 2007 v kvalifikačním utkání v Kišiněvě proti týmu Moldavska (remíza 1:1).